# ОнлиФенс
„ОнлиФенс“ е уебсайт за възрастни със седалище в Лондон, Великобритания. Създателите на съдържание могат да печелят пари от потребителите, които се абонират за тях. Освен на месечна основа потребителите могат да ги спонсорират и чрез бакшиши или чрез pay-per-view. Уебсайтът има повече от 130 милиона активни потребители.
Услугата е особено популярна сред секс работниците и често е асоциирана с порнографията, макар в нея да намира място и друго съдържание, като например такова за фитнес, готвене и музика.

## История
„ОнлиФенс“ се появява през ноември 2016 г. като платформа, където изпълнители могат да споделят снимки и видеа с последователите си срещу месечен абонамент. Компанията е основана от Тим Стоукли с помощта на баща си и брат си.
Две години по-късно украинско-щатският бизнесмен Леонид Радвински придобива 75% от компанията и става един от директорите ѝ. След това „ОнлиФенс“ започва да се фокусира все повече върху порнографското съдържание.
Аматьорските и професионалните секс работници са основните двигатели зад първоначалния растеж на „ОнлиФенс“. Уебсайтът се разраства още повече, когато рапърката Карди Би и певицата Бела Торн се присъединяват към платформата.
Коронавирусната пандемия и последвалите локдауни оказват голямо влияние върху растежа на „ОнлиФенс“. Новите потребители и създатели на съдържание се увеличават с около 75% от март до април 2020 г. През август 2020 г. Бела Торн поставя рекорд, когато спечелва над 1 милион щатски долара в „ОнлиФенс“ само за 24 часа и над 2 милиона за по-малко от седмица. Тя обещава да сподели свои голи снимки за 200 щ.д., но вместо това предоставя само снимки по бельо, което довежда до огромен брой искове за възстановяване на суми.
„ОнлиФенс“ удържа 20% комисионна върху всички трансакции, направени в сайта. Компанията изплаща над 200 млн. щ.д. месечно на създателите си на съдържание. Към 2021 г. тя вече струва 1 милиард щатски долара. През април 2021 г. списание „Тайм“ включва „ОнлиФенс“ в списъка си със 100-те най-влиятелни компании.
През април 2021 г. рапърката Bhad Bhabie счупва рекорда на Бела Торн, спечелвайки над 1 милион щ.д. само за 6 часа.
На 19 август 2021 г. е обявено, че „ОнлиФенс“ повече няма да позволява сексуално съдържание в платформата си поради натиск от страна на банките, но това решение е отменено след шест дни, тъй като е посрещнато с остри обратни реакции от страна на създателите на съдържание.
През декември 2021 г. Тим Стоукли съобщава, че ще отстъпи поста си на изпълнителен директор на компанията на индийката Амрапали Ган.